# 山香町
山香町（やまがまち）は、大分県速見郡にあった町である。
2005年10月1日に杵築市および西国東郡大田村と新設合併して新たに杵築市となり、その一部区域杵築市山香町となった。

## 歴史
- 1889年4月1日 - 町村制施行に伴い速見郡に以下の町村が発足。
  - 中山香村 ← 内河野村、野原村
  - 立石村 ← 立石村、下村、向野村
  - 東山香村 ← 広瀬村、小武村、倉成村
  - 上村 ← 日指村、久木野尾村
  - 山浦村 ← 山浦村、吉野渡村
- 1898年9月27日 - 立石村が町制施行して立石町となる。
- 1938年10月1日 - 中山香村が町制施行して中山香町となる。
- 1951年4月1日 - 中山香町、東山香村、上村が新設合併し、山香町が発足。
- 1955年3月31日 - 立石町、山浦村と合併、新たに山香町となる。
- 1955年8月1日 - 南端村の一部地域を編入。
- 1965年1月 - 大字南畑の一部を日出町へ移管。
- 2005年10月1日 - 杵築市・大田村と新設合併し、新たに杵築市となる。

## 地域
緑豊かな山間の町である。
- 水の口湧水
- 山香牛

### 教育

#### 高等学校
- 大分県立山香農業高等学校

#### 中学校
- 山香町立山香中学校
- 山香町立北部中学校
- 山香町立上中学校

#### 小学校
- 山香町立東山香小学校
- 山香町立山香小学校
- 山香町立立石小学校
- 山香町立上小学校
- 山香町立山浦小学校
- 山香町立向野小学校

## 交通
- 最寄り空港は大分空港。

### 鉄道
- 九州旅客鉄道（JR九州）
  - 日豊本線
    - 立石駅 - 中山香駅

### バス路線
- 大分交通グループ

### 道路

#### 高速道路
- 宇佐別府道路
  - 大分農業文化公園インターチェンジ

#### 一般国道
- 国道10号

#### 県道
- 大分県道24号日出山香線
- 大分県道42号山香院内線

## 名所・旧跡・観光スポット・祭事・催事
- 大分農業文化公園
- 倉成磨崖仏
- 又井遺跡（又井磨崖仏、又井横穴古墳）
- 棚田磨崖仏
- 仏ヶ迫磨崖仏
- 水ノ口湧水
- 元河内湧水
- 甲尾山
- 本篠板碑
- 勢場ヶ原古戦場
- 泉福寺跡石風呂
- 小武寺
- 中畑国東塔
- 今畑鉱泉
- 神塩鉱泉
- 山家踊り（盆踊り）
- 立石楽
- 山香神楽
- 湯立て神楽
- 山香温泉